# Kamień Michniowski
 Kamień Michniowski  (435 m n.p.m.) – wzgórze w południowo-wschodniej Polsce, w Górach Świętokrzyskich, w Paśmie Sieradowickim, na terenie Sieradowickiego Parku Krajobrazowego. Na zboczach wzgórza znajduje się Rezerwat przyrody Kamień Michniowski.
Na zboczu skał znajduje się Jaskinia Ponurego. Jest to pseudokrasowa jaskinia szczelinowa o długości 25 metrów, co czyni ją najdłuższą jaskinią tego typu w rejonie świętokrzyskim.

## Szlaki turystyczne
Przez zbocze wzgórza przebiegają dwa szlaki:
- niebieski szlak turystyczny Berezów - Suchedniów
- czarny szlak turystyczny kapliczka św. Barbary - Kamień Michniowski